# Jacques Millon
Pour les articles homonymes, voir Millon.
Jacques Millon (né le 5 août 1933 à Lens, décédé le 22 janvier 2005 à Aurillac) est un clarinettiste basse français.

## Biographie
Après la seconde Guerre mondiale, Jacques Millon entame ses études musicales au conservatoire de Lille dans la classe de Edmond Hannard (qui succède à Ferdinand Capelle). Dans la même classe, il partage les cours avec Marcel Defrance (qui jouera à la musique de la Garde républicaine) et Michel Druart (futur 1er prix du CNSM de Paris, frère d'Henri). Il obtient son premier prix de clarinette au conservatoire de Paris dans la classe d'Ulysse Delécluse en 1952 en jouant la fantaisie du compositeur et organiste Pierre Revel. Son camarade André Pons obtient également un premier prix la même année.
Jacques Millon travaille aussi son instrument avec Henri Druart (ex-soliste de l'Opéra-comique de Paris et de l'Orchestre de Paris) qu'il estime énormément.
Il commence sa carrière à la musique de la Garde républicaine ainsi qu'aux concerts Lamoureux de 1957 à 1962.

En septembre 1957, Jacques Millon devient clarinette basse solo et cor de basset à l’Opéra de Paris en remplaçant M. Cayez. Il joue aux côtés des clarinettistes François Étienne (clarinette solo), Henri Dionet (2e soliste), et Emile Godeu. Il retrouve après André Pons à l'Opéra. II y reste officiellement jusqu'au 30 novembre 1990.
Spécialiste de la clarinette basse et avant l'ouverture d'une classe dédiée au conservatoire de Paris, il a formé de nombreux musiciens à cet instrument. On citera notamment Jean-Noël Crocq, Stéphane Kwiatek. Il fonde également une classe renommée de clarinette basse au CRR de Créteil (anciennement Ecole Nationale de Musique de Créteil), où il forme de nombreux futurs professionnels comme Philippe-Olivier Devaux (Orchestre de Paris et ENM de Créteil), Jean-Marc Volta (Orchestre national), Alexandre Ringeval (Odif), Jean-Marie Dubois (Philharmonie de Lorraine), Christian Douliez (Lamoureux), Olivier Voize, Bernard Wattelez, Eric Leclerc, Laurent Boulanger, Marc Boutillot ... Son travail pédagogique a été repris par Philippe-Olivier Devaux.
Lors de leur passage à Paris, les chefs d'orchestre comme Hans Knappertsbusch et Claudio Abbado appréciaient écouter les solos de clarinette basse joués par Jacques Millon. 
Un concert a été donné en son hommage par le quatuor à cordes des solistes de l'Opéra et Philippe Cuper à l'Opéra Garnier le 13 février 2005 en jouant le quintette avec clarinette de Mozart, œuvre qu'il affectionnait beaucoup.
Il a également participé à l'amélioration et à la mise au point de modèles de clarinette basse moderne pour le facteur Buffet-Crampon.

## Enregistrements
Jacques Millon participe à de nombreux enregistrements comme musicien de studio à la clarinette et à la clarinette basse.
- Jean Constantin, bande sonore originale du film « Les quatre cents coups », enregistrée le 16 mars 1959, label VOGUE / CINÉ REVUE
- Antoine Duhamel, musique originale de « Le chevalier de Maison-Rouge », enregistrée le 6 décembre 1962 à Boulogne-Billancourt, label Ducretet - Thomson
- Jean Marion, bande originale du film « Le grand restaurant », enregistrée les 7 et 8 juin 1966 à Paris, label Barclay
- André Hossein, bande originale du film « Shéhérazade », enregistrée le 11 février 1963 à Paris, label Barclay
- Raymond Loucheur, Concertino pour trompette et sextuor de clarinettes, avec Maurice André (trompette), Jean Post, Jacques Lancelot, Henri Druart, Robert Truillard, Jacques Millon, Guy Arnaud (clarinettes), direction : Raymond Loucheur, label Erato, enregistrement en 1962
- Michel Colombier, Wings, production A&M Records, 1971